# The Right Here Right Now Thing
The Right Here Right Now Thing ist ein autobiografischer Comic von Paulina Stulin, der 2014 beim Jaja Verlag erschien. Sie erzählt darin von einem One-Night-Stand, den sie in Krakau mit einem Fremden hat.

## Handlung
Stulin erzählt in ihrem Comic von einem Besuch bei Studienfreunden in Krakau. Die Geschichte beginnt mit der Protagonistin, die Drogen in ein Kondom füllt, das sie sich vaginal einführt, um den Inhalt auf dem Flug nach Polen schmuggeln zu können. In Krakau treffen sich die Freunde in Stulins Zimmer in einer Jugendherberge, wo sie bereits mit dem Feiern loslegen. Später stürzt sich die Gruppe ins Nachtleben und zieht durch zahlreiche Kneipen. Dort wird Stulin von einem Fremden angesprochen, woraus sich ein ausgiebiges Gespräch zwischen den beiden entwickelt. Nur wenige Stunden vor ihrem Rückflug und nach kurzem Zögern entscheidet sie sich für einen One-Night-Stand mit dem Mann.

## Entstehung und Stil
Die Idee, Krakau zum Handlungsort einer Geschichte zu machen, entwickelte Stulin bereits vier Jahre vor Veröffentlichung während ihres Auslandssemesters in der polnischen Stadt. Das erste Skript des Comics entstand innerhalb von etwa zehn Stunden unter Alkoholeinfluss im Oktober 2013, für die vollständige Umsetzung brauchte die Künstlerin rund sechs Monate.
Das Gesicht des Fremden wird lediglich als schwarze Fläche dargestellt, versteckt unter der Kapuzze eines blauen Pullovers. Er soll dadurch nicht nur rätselhaft wirken, die gesichtslose Darstellung diene auch der besseren Identifikation des Lesers. Die Seitengestaltung wechselt wiederholt zwischen dialogreichen und wortlosen Sequenzen. Wie bei ihrem Debüt Mindestens eine Sekunde und höchstens dein ganzes Leben, spielt auch ihr zweites Werk vor der Kulisse Krakaus.

## Veröffentlichungen
Stulins zweiter Comic The Right Here Right Now Thing erschien noch im gleichen Jahr wie ihr Debüt beim Jaja Verlag (2014, 52 Seiten, farbig, Softcover, 17 × 24 cm, ISBN 978-3-943417-48-7). Im Jahr 2015 war die Geschichte Teil der Kollektion Berlinoir, bei der Andreas Platthaus Beiträge der deutschsprachigen Comicszene für die Frankfurter Buchmesse zusammenstellte.

## Kritiken und Auszeichnungen
Für Andreas Platthaus in die Frankfurter Allgemeine Zeitung stellt Stulins Comicdebüt einen „fulminante[n] Start […] mit zwei autobiographischen Bänden in einem Jahr“ dar.
Man bemerke einen deutlichen Unterschied zwischen ihrem Erstlingswerk und The Right Here Right Now Thing, schreibt Muschweck bei comicgate. Bei ihrem Debüt ginge es noch um die schädlichen Folgen von Drogenkonsum auf eine ungefestigte Persönlichkeit, während ihre zweite Publikation The Right Here Right Now Thing Drogen als legitimen „Bestandteil des Über-die Stränge-Schlagens, ein Hilfsmittel, um den Alltag möglichst schnell hinter sich zu lassen“ zeige. Kenne man „das Gefühl einer gelungenen Nacht und des Katers ohne Reue“, werde man den Comic lieben.
Rouven Linnarz hält bei film-rezensionen.de fest, in der Geschichte gehe es um die „die großen Themen des Lebens, in der viel philosophiert, geliebt und auch gefeiert wird“, auch wenn die gezeigten Momente zunächst banal wirkten. Vor allem Intensität und Zeitempfinden verliehen der „kurzweilige[n] Comic-Novelle“ eine Dringlichkeit, „nach der die Figuren Momente auskosten wollen“.
Im Jahr 2015 erhielt Stulin den ICOM Independent Comic Preis in der Kategorie „Herausragendes Szenario“. Stulin wähle besondere Momente ihres Lebens aus und arrangiere diese in „Panels und Seitenlayouts zu erzählenswerten Geschichten“. Dabei komme die philosophisch tiefgründige Erzählung auf „leichten Füßen daher und nimmt sich dabei selbst nicht allzu ernst“.